# Ernesto Ferdinando di Brunswick-Bevern
Ernesto Ferdinando di Brunswick-Lüneburg-Bevern (Osterholz, 4 marzo 1682 – Braunschweig, 14 aprile 1746) fu duca di Brunswick-Bevern e capostipite della linea omonima.

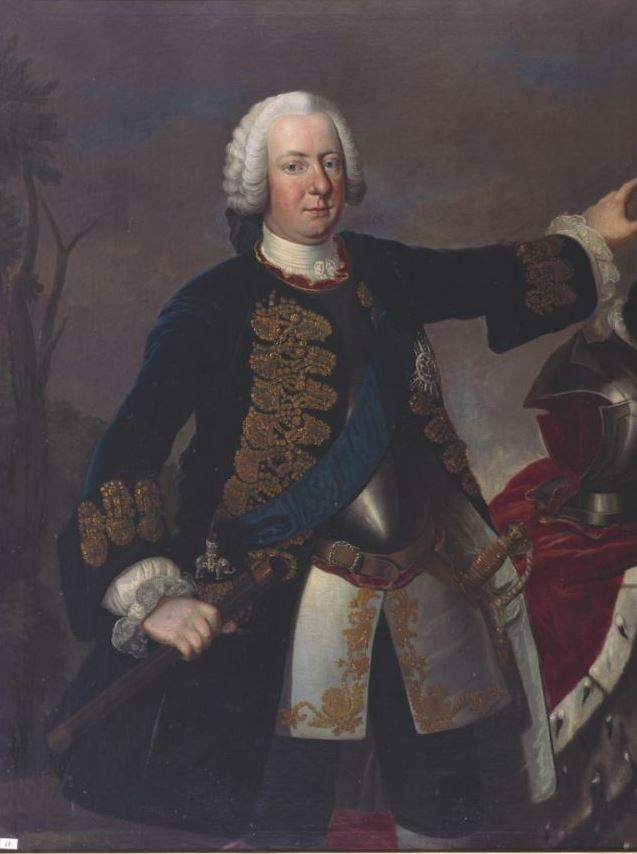
Ernesto Ferdinando di Brunswick-Bevern

Era il quinto figlio di Ferdinando Alberto I di Brunswick-Lüneburg (1636 – 1687) e di Cristina di Assia-Eschwege.

## Biografia
Il 1º maggio 1706 entrò come colonnello nell'esercito prussiano. Nel dicembre dello stesso anno seguì il fratello gemello Ferdinando Cristiano (1682 – 1706) come prevosto del monastero di Brunswick dedicato ai santi Biagio e Ciriaco. Nel 1711 divenne maggior generale e terminò il suo servizio militare nel 1713.
Il 4 agosto 1714 sposò Eleonora Carlotta di Curlandia (1686 – 1748), figlia di Casimiro di Curlandia.
Dopo la morte del duca Luigi Rodolfo di Brunswick-Wolfenbüttel avvenuta il 1º marzo 1735,  il fratello più anziano di Ernesto Ferdinando, Ferdinando Alberto II, assunse il titolo del ducato di Braunschweig. Ernesto Ferdinando ebbe di conseguenza Bevern in appannaggio. La linea cadetta da lui iniziata di Braunschweig-Bevern ebbe termine nel 1809 con la morte del figlio Federico Carlo Ferdinando.

## Matrimonio e discendenza

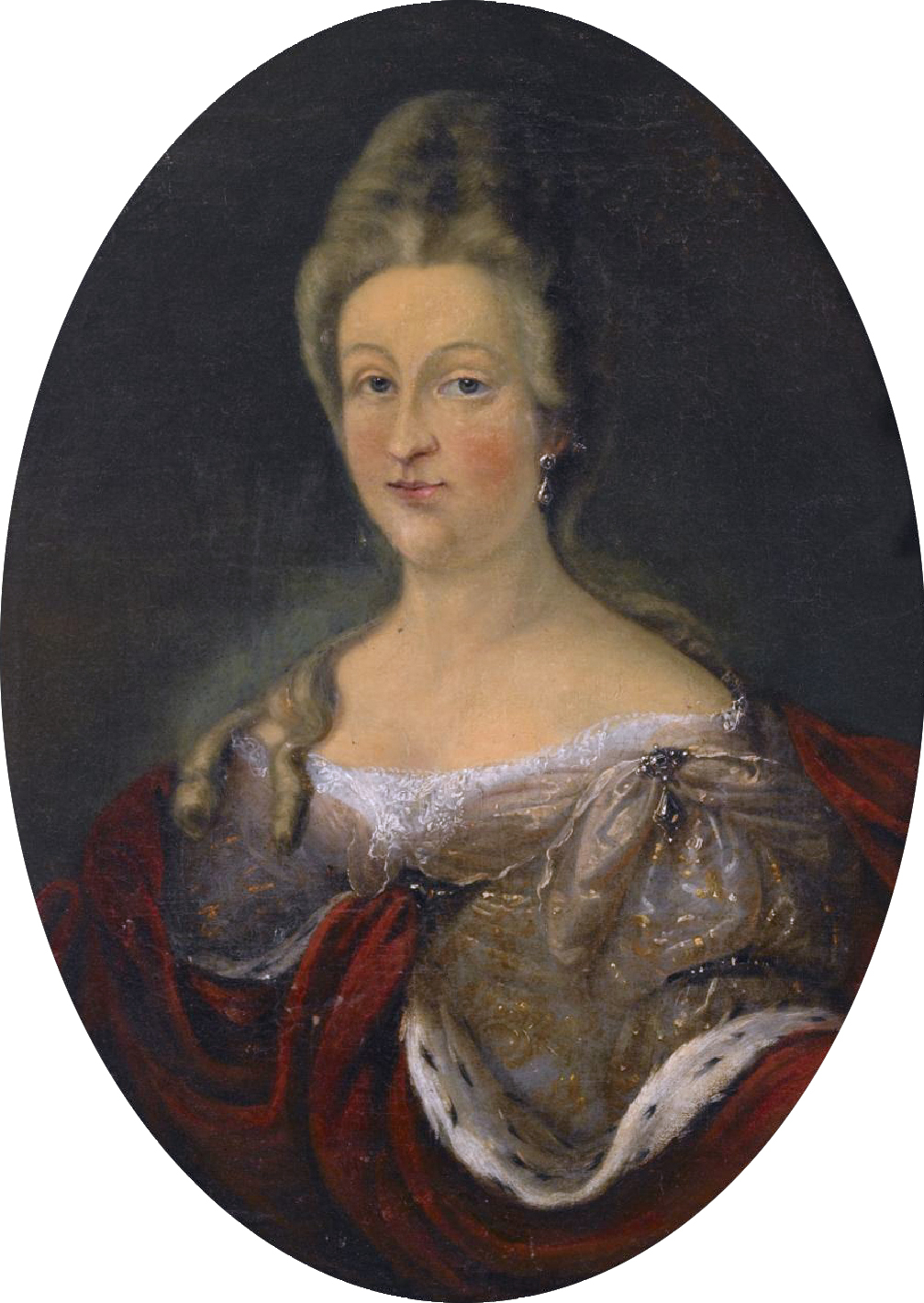
Eleonora Carlotta di Curlandia (1686-1748)

Dalla moglie Eleonora Carlotta di Curlandia ebbe 13 figli:
- Augusto Guglielmo (1715 – 1781);
- Cristina Sofia (1717 – 1779) andata sposa a Federico Ernesto, Margravio di Brandeburgo-Kulmbach (1703 – 1762);
- Federica (1719 – 1772);
- Giorgio Luigi (1721 – 1747);
- Ernestina (1721);
- Federico Giorgio (1723 – 1766);
- Amalia (1724 – 1726);
- Carlo Guglielmo (1725);
- Federico Augusto (1726 – 1729);
- Maria Anna (1728 – 1754);
- Federico Carlo Ferdinando (1729 – 1809), feldmaresciallo generale di Danimarca;
- Giovanni Antonio (1731 – 1732).

## Ascendenza
|                                                       |                         |                                                       | Genitori                              |  |  | Nonni |  |  | Bisnonni                         |  |  | Trisnonni                       |  |
|                                                       |                         |                                                       |                                       |  |  |       |  |  | Enrico III di Brunswick-Lüneburg |  |  | Ernesto I di Brunswick-Lüneburg |  |
|                                                       |                         |                                                       |                                       |  |  |       |  |  | Enrico III di Brunswick-Lüneburg |  |  | Ernesto I di Brunswick-Lüneburg |  |
|                                                       |                         | Sofia di Meclemburgo-Schwerin                         |                                       |  |  |       |  |  | Enrico III di Brunswick-Lüneburg |  |  |                                 |  |
| Augusto di Brunswick-Lüneburg                         |                         |                                                       |                                       |  |  |       |  |  | Enrico III di Brunswick-Lüneburg |  |  |                                 |  |
|                                                       |                         | Ursula di Sassonia-Lauenburg                          | Francesco I di Sassonia-Lauenburg     |  |  |       |  |  |                                  |  |  |                                 |  |
|                                                       |                         | Ursula di Sassonia-Lauenburg                          | Francesco I di Sassonia-Lauenburg     |  |  |       |  |  |                                  |  |  |                                 |  |
|                                                       |                         | Ursula di Sassonia-Lauenburg                          | Sibilla di Sassonia-Freiberg          |  |  |       |  |  |                                  |  |  |                                 |  |
| Ferdinando Alberto I di Brunswick-Lüneburg            |                         | Ursula di Sassonia-Lauenburg                          |                                       |  |  |       |  |  |                                  |  |  |                                 |  |
|                                                       |                         | Giovanni Alberto II di Meclemburgo-Güstrow            | Giovanni VII di Meclemburgo-Schwerin  |  |  |       |  |  |                                  |  |  |                                 |  |
|                                                       |                         | Giovanni Alberto II di Meclemburgo-Güstrow            | Giovanni VII di Meclemburgo-Schwerin  |  |  |       |  |  |                                  |  |  |                                 |  |
|                                                       |                         | Giovanni Alberto II di Meclemburgo-Güstrow            | Sofia di Holstein-Gottorp             |  |  |       |  |  |                                  |  |  |                                 |  |
| Elisabetta Sofia di Meclemburgo                       |                         | Giovanni Alberto II di Meclemburgo-Güstrow            |                                       |  |  |       |  |  |                                  |  |  |                                 |  |
|                                                       |                         | Margherita Elisabetta di Meclemburgo-Güstrow          | Cristoforo di Meclemburgo-Güstrow     |  |  |       |  |  |                                  |  |  |                                 |  |
|                                                       |                         | Margherita Elisabetta di Meclemburgo-Güstrow          | Cristoforo di Meclemburgo-Güstrow     |  |  |       |  |  |                                  |  |  |                                 |  |
|                                                       |                         | Margherita Elisabetta di Meclemburgo-Güstrow          | Elisabetta Vasa                       |  |  |       |  |  |                                  |  |  |                                 |  |
| Ernesto Ferdinando di Brunswick-Bevern                |                         | Margherita Elisabetta di Meclemburgo-Güstrow          |                                       |  |  |       |  |  |                                  |  |  |                                 |  |
|                                                       | Maurizio d'Assia-Kassel | Guglielmo IV d'Assia-Kassel                           |                                       |  |  |       |  |  |                                  |  |  |                                 |  |
|                                                       | Maurizio d'Assia-Kassel | Guglielmo IV d'Assia-Kassel                           |                                       |  |  |       |  |  |                                  |  |  |                                 |  |
|                                                       | Maurizio d'Assia-Kassel | Sabina di Württemberg                                 |                                       |  |  |       |  |  |                                  |  |  |                                 |  |
| Federico d'Assia-Wanfried-(Eschwege)                  | Maurizio d'Assia-Kassel |                                                       |                                       |  |  |       |  |  |                                  |  |  |                                 |  |
|                                                       |                         | Giuliana di Nassau-Dillenburg                         | Giovanni VII di Nassau-Siegen         |  |  |       |  |  |                                  |  |  |                                 |  |
|                                                       |                         | Giuliana di Nassau-Dillenburg                         | Giovanni VII di Nassau-Siegen         |  |  |       |  |  |                                  |  |  |                                 |  |
|                                                       |                         | Giuliana di Nassau-Dillenburg                         | Maddalena di Waldeck                  |  |  |       |  |  |                                  |  |  |                                 |  |
| Cristina d'Assia-Eschwege                             |                         | Giuliana di Nassau-Dillenburg                         |                                       |  |  |       |  |  |                                  |  |  |                                 |  |
|                                                       |                         | Giovanni Casimiro del Palatinato-Zweibrücken-Kleeburg | Giovanni I del Palatinato-Zweibrücken |  |  |       |  |  |                                  |  |  |                                 |  |
|                                                       |                         | Giovanni Casimiro del Palatinato-Zweibrücken-Kleeburg | Giovanni I del Palatinato-Zweibrücken |  |  |       |  |  |                                  |  |  |                                 |  |
|                                                       |                         | Giovanni Casimiro del Palatinato-Zweibrücken-Kleeburg | Maddalena di Jülich-Kleve-Berg        |  |  |       |  |  |                                  |  |  |                                 |  |
| Eleonora Caterina del Palatinato-Zweibrücken-Kleeburg |                         | Giovanni Casimiro del Palatinato-Zweibrücken-Kleeburg |                                       |  |  |       |  |  |                                  |  |  |                                 |  |
|                                                       |                         | Caterina Vasa                                         | Carlo IX di Svezia                    |  |  |       |  |  |                                  |  |  |                                 |  |
|                                                       |                         | Caterina Vasa                                         | Carlo IX di Svezia                    |  |  |       |  |  |                                  |  |  |                                 |  |
|                                                       |                         | Caterina Vasa                                         | Anna Maria di Wittelsbach-Simmern     |  |  |       |  |  |                                  |  |  |                                 |  |
|                                                       |                         | Caterina Vasa                                         |                                       |  |  |       |  |  |                                  |  |  |                                 |  |